# كيفن في. ريان
كيفن في. ريان (بالإنجليزية: Kevin V. Ryan)‏ هو محامي كندي وأمريكي، ولد في 24 أكتوبر 1957 في ألبرتا في كندا.

## وصلات خارجية
- كيفن في. ريان على موقع إن إن دي بي (الإنجليزية)